# Hugo F. Sonnenschein
Hugo Freund Sonnenschein (14 de noviembre de 1940-15 de julio de 2021) fue un profesor, decano y economista estadounidense, especialista en microeconomía y teoría de los juegos. Profesor emérito Charles L. Hutchinson de la Universidad de Chicago.

## Trayectoria
Licenciado de la Universidad de Rochester y doctorado en Economía de la Universidad Purdue (1964). Trabajó en la Universidad de Pensilvania, donde fue decano de la Facultad de Artes y Ciencias; profesor de la Universidad de Princeton entre 1977 y 1988, pasó a la Universidad de Chicago, de la que fue polémico presidente entre 1993 y 2000 y donde luego siguió enseñando.
Ha recibido varios títulos honoris causa, entre ellos el doctorado de la 
Universidad Autónoma de Barcelona. En 2009, recibió el Premio Fundación BBVA Fronteras del Conocimiento en Economía, Finanzas y Gestión de Empresas junto con Andreu Mas-Collel, por extender y ampliar la Teoría del Equilibrio General y establecer la Teoría Moderna de la Demanda Agregada.
Es conocido especialmente por el teorema de Sonnenschein-Mantel-Debreu que formuló a partir de 1972. Este teorema tiene como antecedente el concepto de "tanteos" (tâtonnements) de Léon Walras y puede enunciarse así: "las ofertas y demandas del modelo de competencia perfecta, tal como fue establecido por Kenneth Arrow y Gerard Debreu, pueden asumir cualquier forma". Esto significa en la práctica que no necesariamente existe una correlación entre oferta y demanda y no siempre se puede deducir que la demanda de un bien disminuirá si su precio aumenta, o que la oferta variará en la misma dirección que el precio. Entre las explicaciones dadas a este resultado está el efecto de factores como las variaciones del ingreso, la publicidad, los gustos y las expectativas de los actores económicos.

## Vida personal
Estaba casado con Elizabeth ‘Beth’ Gunn Sonnenschein, doctora en medicina. Con quien tuvo tres hijas y cinco nietos. 